# Une Pâtisserie pour les Danois
Une Pâtisserie pour les Danois (Douche and a Danish en VO) est le cinquième épisode de la vingtième saison de la série télévisée d'animation américaine South Park, et le 272e épisode de la série globale. Il est diffusé pour la première fois le 19 octobre 2016 sur Comedy Central. L'épisode aborde toutes les thématiques centrales de cette saison que sont les méfaits de l'anonymat et du trollage sur Internet, la nostalgie et l'élection présidentielle américaine de 2016. Sur ce dernier sujet, l'épisode se penche particulièrement sur les commentaires de Donald Trump envers les femmes et les accusations d'agression sexuelle le concernant.

## Résumé
Une bagarre entre les filles et les garçons de l'école de South Park est interrompue par Cartman et Heidi Turner, qui essayent de calmer les tensions à la surprise de tout le monde.
Au Danemark, la compagnie à l'origine du futur site web Track Troll (Troll Trace en VO), qui identifiera les véritables identités des trolls Internet, demande des dons pour terminer leur projet. Gerald Broflovski et un groupe d'autres trolls décident d'agir avant que le site soit en ligne. Le père de Kyle suggère que les trolls travaillent ensemble pour troller tout le Danemark et amener les groupes qui soutiendront ou critiqueront le pays à se retourner les uns contre les autres.
Décidés à aider Track Troll et réunifier l'école, Cartman et Heidi demandent aux élèves de South Park de faire une collecte de fonds en vendant des pâtisseries danoises. Mais le trollage massif contre le Danemark fonctionne, provoquant la montée d'un sentiment anti-danois dans le monde entier et amenant tous les habitants du Danemark à se retirer complètement les réseaux sociaux. La collecte de dons de l'école est un échec, et les combats entre les filles et les garçons reprennent. Cartman et Heidi ne se laissent cependant pas abattre, et envoient une vidéo VHS aux Danois pour leur proposer de les aider à découvrir ceux qui ont trollé leur pays.
Pendant ce temps, M. Garrison, qui essaye toujours de perdre délibérément les élections, commence à inclure des commentaires sexuellement explicites sur les femmes dans ses interventions, ce qui semble fonctionner alors que les intéressées quittent ses discours et qu'il chute dans les sondages. Mais lorsque ses plus fervents partisans et son personnel de campagne exigent de savoir pourquoi il fait ces déclarations, Garrison répond qu'il savait depuis le début qu'il ne gagnerait pas l'élection. Cette fois, son manque de motivation évident révolte ses partisans, qui le pourchassent dans les rues. Il retourne à South Park et tente de reprendre l'enseignement comme si de rien n'était, mais son équipe de campagne le retrouve et essaye de le ramener avec eux. Il leur échappe et se retrouve à une réunion de personnes dépendantes aux mémo-myrtilles organisée par Randy Marsh. Ce dernier pense que ces fruits rappelant sans cesse des souvenirs nostalgiques sont la raison pour laquelle tant de personnes veulent voter pour Garrison, et que J. J. Abrams, le réalisateur derrière le nouveau film Star Wars, est en quelque sorte responsable.

## Accueil critique
Jesse Schedeen du site IGN donne à l'épisode la note de 8,4 sur 10, appréciant particulièrement la façon dont la série « s'est concentrée sur la continuité et construit lentement ses intrigues d'une semaine à l'autre ».
Dan Caffrey de The A.V. Club donne un B à l'épisode, estimant que « sa satire est légèrement déséquilibrée car elle cerne parfaitement le Donald Trump d'aujourd'hui, mais cette représentation est contrebalancée avec une théorie du complot obsolète d'il y a quelques années » .